# André Gravelle
Pour les articles homonymes, voir Gravelle.
André Gravelle, né le 30 septembre 1925 à Villechétif et mort le 27 mars 1992 à Saint-Parres-aux-Tertres, est un journaliste et homme politique français.

## Biographie
Né dans une famille d’agriculteurs, André Gravelle fait ses études secondaires au lycée de garçons de Troyes mais celles-ci sont interrompues lorsque la seconde guerre mondiale éclate. Réfractaire au STO, il rejoint en octobre 1943 le mouvement de résistance Libération-Nord, dont son père était le représentant pour le secteur Saint-Parres-aux-Tertres-Villechétif.
Au cours de l'année 1944, il participe aux combats et intègre le maquis de Mussy-Grancey. Par la suite, il concourt à la libération de Troyes et s'engage jusqu'à la fin du conflit dans les forces françaises au sein du 2e bataillon du 131e régiment d'infanterie. 
De retour à la vie civile, il travaille à la ferme familiale puis entre à la caisse primaire d’assurance maladie, devenant chef de bureau. En 1951, il s'oriente vers le journalisme et intègre le quotidien Libération Champagne pour prendre la direction de la rédaction sportive.
Il est élu conseiller municipal de Saint-Parres-aux-Tertres en 1953 puis devient adjoint au maire trois ans plus tard. Lors des élections municipales de 1965, il en devient le premier édile. 
En mars 1973, candidat d'union des gauches aux législatives, il remporte le scrutin au second tour avec 52% des voix et devient député de la 1re circonscription de l'Aube, siégeant dans le groupe du Parti socialiste et des radicaux de gauche. La même année, il fait son entrée au conseil général en tant que représentant du 1er canton de Troyes.
S'il n'est pas réélu député en 1978, il conserve cependant ses mandats de conseiller général et de maire jusqu'à son décès et sera vice-président du SIVOM de Troyes.

## Détail des fonctions et des mandats
Mandat parlementaire
- 2 avril 1973 - 2 avril 1978 : député de la 1re circonscription de l'Aube

Mandats locaux
- mars 1965 - mars 1992 : maire de Saint-Parres-aux-Tertres
- septembre 1973 - mars 1992 : conseiller général du canton de Troyes-1